# NGC 3344

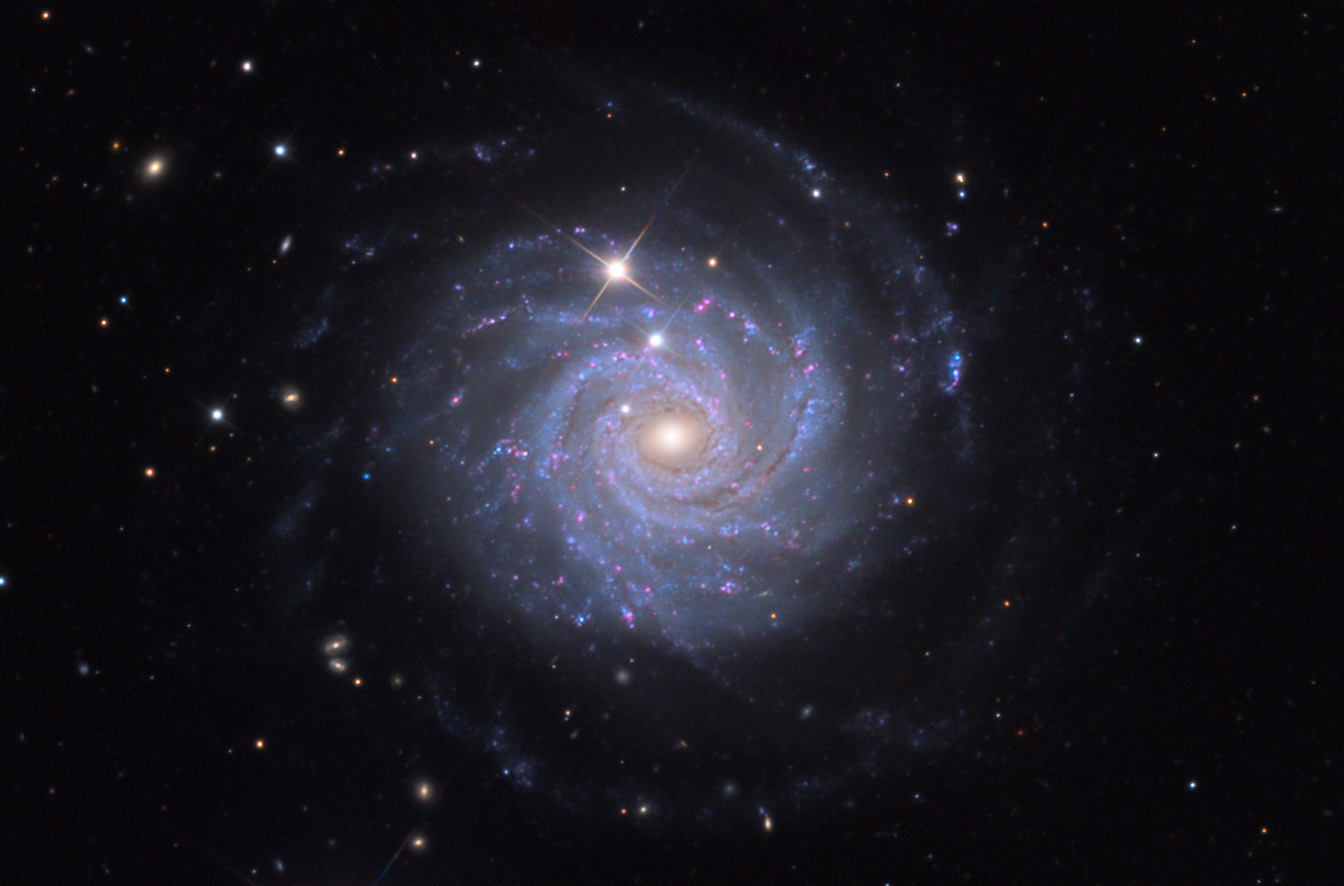
NGC 3344

NGC 3344 è una galassia a spirale nella costellazione del Leone Minore.
Si individua 7,5 gradi a nord-est della stella γ Leonis, o anche 3 gradi ad ovest di 54 Leonis, una stella di quarta magnitudine; si tratta di una spirale vista di faccia, ben visibile anche con strumenti da 120-150mm di apertura. Il suo nucleo è di piccole dimensioni, mentre i bracci sono molto estesi e ben visibili. La sua distanza dalla Via Lattea è stimata sui 20 milioni di anni-luce.